# یواس‌اس کاریبو (اس‌پی-۲۰۰)
یواس‌اس کاریبو (اس‌پی-۲۰۰) (به انگلیسی: USS Karibou (SP-200)) یک کشتی بود که طول آن ۶۵ فوت ۶ اینچ (۱۹٫۹۶ متر) بود. این کشتی در سال ۱۹۱۱ ساخته شد.